# Juan de Cervantes
Juan de Cervantes (1382 - 25 de novembro de 1453) foi um cardeal espanhol, provavelmente Deão do Sagrado Colégio dos Cardeais e administrador da Arquidiocese de Sevilha.

## Biografia
De uma família originária da Galiza, era filho de Gonzalo Gómez de Cervantes e Beatriz Bocanegra. Estudou na Universidade de Salamanca, onde obtem o magister de teologia e o doutorado utroque iure em direito civil e direito canônico.

## Vida religiosa
Foi Cânone do capítulo da catedral de Palência, abade commendatario da abadia de Hermida, nomeado arcediago de Calatrava pelo Antipapa Bento XIII em 29 de janeiro de 1415. Nomeado arquidiácono de Sevilha em 1419. Procurador do rei de Castela, na Cúria Romana em 1419. Ele pediu ao Papa Martinho V a absolvição ad cautelam da censura a que ele poderia ter incorrido por ter negociado com o antipapa Bento XIII e o Papa concedeu o seu pedido. Nomeado referendário papal em 1420. Cânone do capítulo da catedral metropolitana de Burgos em 14 de julho de 1423, também abade commendatario de Salas em Burgos. No Concílio de Siena, 1423-1424, foi eleito presidente da nação espanhola e ele zelosamente defendeu o papa contra os ataques do embaixador aragonês, Guillermo Agramunt.
Criado cardeal-presbítero no consistório de 24 de maio de 1426, recebeu o título de São Pedro Acorrentado em 27 de maio de 1426, o Papa terminou a cerimônia de sua posse como cardeal em 5 de junho. Para ser capaz de suportar com honra sua nova dignidade, obteve ricos e numerosos benefícios.
Em 7 de março de 1446 passa para a ordem dos cardeais-bispos e assume a sé suburbicária de Óstia-Velletri e torna-se Decano do Colégio dos Cardeais.
Faleceu em 25 de novembro de 1453, em Sevilha, sendo velado e sepultado na Capela de Santo Hermenegildo da Catedral de Sevilha.

## Conclaves
- Conclave de 1431 – não participou da eleição do Papa Eugênio IV.
- Conclave de 1447 – não participou da eleição do Papa Nicolau V.